# Characteres Generum Plantarum
Characteres Generum Plantarum (Abrégé Char. Gen. Pl.) est un ouvrage avec des illustrations et des descriptions botaniques qui a été écrit conjointement par Johann Reinhold Forster et son fils Georg Forster. Il a été publié à Londres en l'année 1775 sous le nom de Characteres Generum Plantarum: quas in itinere ad insulas maris Australis, collegerunt, descripserunt, delinearunt, annis 1772-1775.